# Koeksister

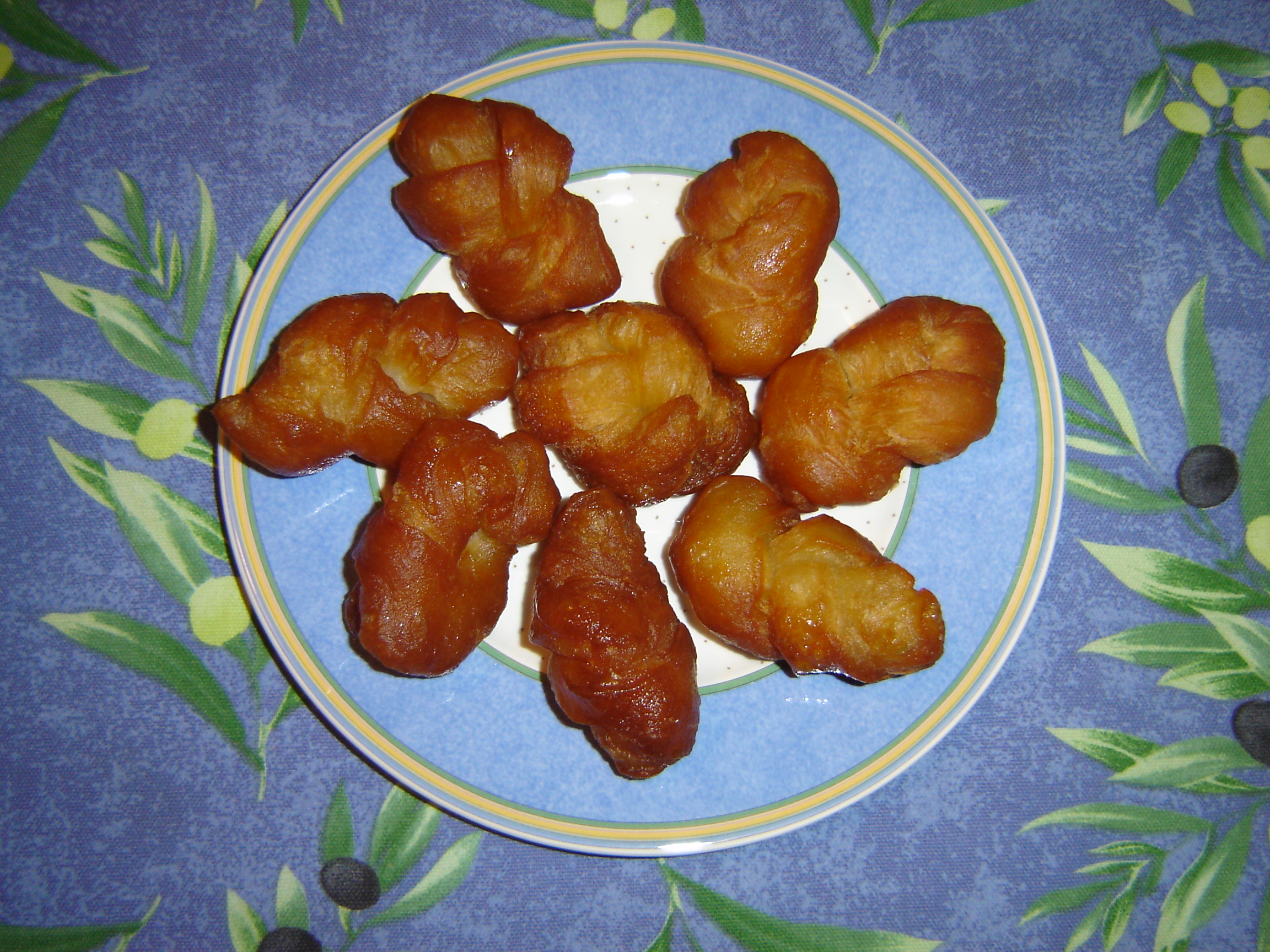
Koeksisters

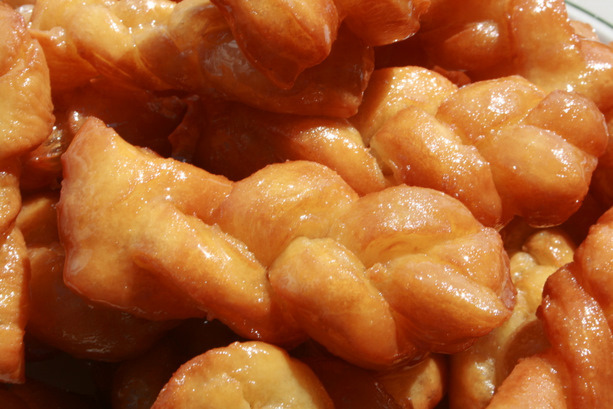
Koeksisters

Koeksister, auch Koeksuster, ist ein zu einem Zopf geflochtenes Fettgebackenes, das nach dem Ausbacken durch einen speziellen Sirup gezogen und getrocknet wird. Wort und Rezept sind burischen Ursprungs und in Namibia und Südafrika sehr verbreitet. Koeksister leitet sich ab von Afrikaans oder Niederländisch koek (= Kuchen) und von sissen (= zischen, brutzeln). Ein Koeksister wird als süßes Dessert oder einfach zwischendurch verzehrt.

## Trivia
In Orania wurde 2003 ein Koeksister-Denkmal errichtet zu Ehren der Frauen, die mit dem Erlös aus dem Verkauf selbstgebackener Koeksisters Wohltätigkeitsinstitutionen unterstützen.